# Аньдун (провінція)

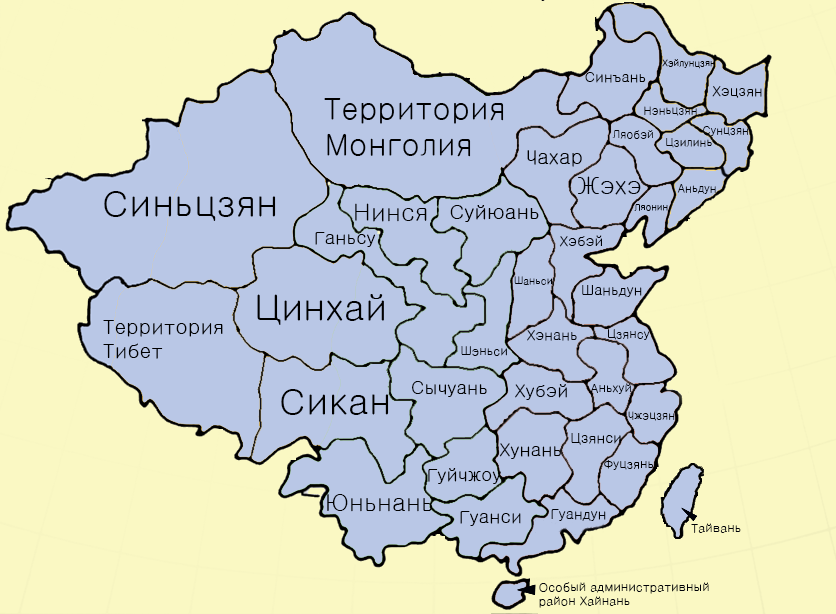
Адміністративний поділ Китайської Республіки до 26 лютого 2002 (з цієї дати Тайвань відмовився від претензій на територію Монголії)

Аньдун (кит. трад. 安東省, спр. 安东省, піньїнь: Āndōng shěng) — провінція північно-східної частини Китайської Республіки. Займала площу 62 279 км² з населенням бл. 2 970 000 осіб (1947). Адміністративні центри — м. Тунхуа (1934-1939), м. Аньдун (Даньдун, 1939-1945).

## Історія
Назва «Аньдун» означає "утихомирювати Схід". Швидше за все, така назва була натхненна Протекторатом Упокореного Сходу часів династії Тан.
З давніх часів біля провінції проживали переважно корейці, маньчжури та інші народи.
У 1907, після утворення північно-східних провінцій, територія увійшла до складу провінції Фентянь.
У 1929, після перейменування провінції Фентянь на Ляонін, продовжувала входити до її складу.
У 1932, після окупації японськими військами північно-східного Китаю, провінція увійшла до складу Маньчжоу-го.
У 1934, коли контрольований японцями Фентянь був розділений на 3 частини (Аньдун, власне Фентянь і Цзіньчжоу), Аньдун став самостійною адміністративною одиницею Маньчжоу-го.
У 1939 розділений ще на 2 частини: власне Аньдун та Тунхуа.
Після закінчення Другої Світової війни гоміньданівський уряд знову об'єднав провінції Аньдун і Тунхуа.
У 1949, під владою комуністів, провінція Аньдун скасована як самостійна одиниця, її північна частина відійшла до провінції Гірін, південна - до провінції Ляодун.
Китайська Республіка не визнає адміністративного поділу материкового Китаю, і, відповідно, скасування провінції Аньдун.
Площа провінції (з 1934-1939 та 1945-1954) становила 62 160 км².